# Benllech
Benllech es un pequeño pueblo en la isla de Anglesey en Gales. Se encuentra en la comunidad de Llanfair-Mathafarn-Eithaf, que tiene 3.408 habitantes. La fama de su playa hace de Benllech (en la carretera A5025, la principal carretera por Anglesey) uno de los lugares más visitados de la isla.
El nombre Benllech es quizás una forma mutada de penllech, literalmente "trozo de cabeza", esto es, "toque final". o posiblemente signifique "en pizarra", acortado del término galés ar ben llech.
Benllech es un famoso destino playero de verano. Es una playa con abundante arena. El Camino Costero de Anglesey discurre a través de ella.
Hay varios hoteles, un camping y un sitio para caravanas y varios bed and breakfasts. La comunidad posee escuela primaria (Ysgol Goronwy Owen), consulta médica, biblioteca y oficina de correos. Entre 1909 y 1950 había una estación ferroviaria cerca del pueblo, en el término del ramal de la línea Red Wharf Bay.
Benllech también es famoso como lugar de retiro;[cita requerida] sus extensas zonas de bungalós están habitadas hasta cierto punto por parejas que se retiran aquí tras muchos años de vacaciones familiares.[cita requerida] Esto hace que Benllech se sietna culturalmente menos galesa y más inglesa que algunos pueblos cercanos.[cita requerida] Los acentos de Lancashire y Mancunian se oyen casi tan frecuentemente como el galés en las tiendas locales.[cita requerida] A pesar de la influencia de la gente inglesa en el área, el 63% de los habitantes de Benllech hablan galés con fluidez.[cita requerida]

## Residentes destacables
- El poeta Goronwy Owen (1723-1769) era natural de Llanfair Mathafarn Eithaf; el ayuntamiento debe su nombre a él.